# Ochotona koslowi
Thỏ cộc Koslov hay thỏ cộc Kozlov (Ochotona koslowi) (tiếng Anh: Koslov's Pika) là một loài động vật có vú nhỏ trong Họ Ochotonidae của Bộ Thỏ. Đây là loài đặc hữu của Trung Quốc. Môi trường sống tự nhiên của chúng là lãnh nguyên. Chúng bị đe dọa bởi sự mất môi trường sống. Loài này được Büchner mô tả năm 1894.